# Taobei
Taobei léase Táo-Béi (en chino:洮北区, pinyin:Tāoběi qū, lit: Tao del nore ) es un distrito urbano bajo la administración directa de la ciudad-prefectura de Baicheng. Se ubica al norte de la provincia de Jilin , noreste de la República Popular China . Su área es de 1874 km² y su población total para 2010 fue +500 mil habitantes.

## Historia
El 14 de junio de 1904, la dinastía Qing estableció el condado Jing'an (靖安县) en lo que hoy es Taobei. En 1914, el condado de Jing'an pasó a llamarse Condado de Tao'an y en 1938, el condado de Tao'an pasó a llamarse condado de Baicheng. El 15 de agosto de 1945 se restauró el nombre del condado de Tao'an. En diciembre del mismo año, se estableció el Gobierno Democrático del Condado de Taoan. En octubre de 1950, el condado de Tao'an pasó a llamarse Condado de Baicheng. En agosto de 1954, el condado de Baicheng fue transferido de la provincia de Heilongjiang a la provincia de Jilin, bajo la jurisdicción de Oficina del Comisionado del distrito de Baicheng. El 15 de octubre de 1958, se abolió el condado de Baicheng, y se formaron la ciudad de Baicheng del condado de Baicheng y cuatro municipios más para formar Baicheng (nivel de condado).
El 14 de junio de 1993, con la aprobación del Consejo de Estado, revocó la Oficina de Administración del Distrito de Baicheng para establecer la prefectura de Baicheng y se estableció el Distrito de Taobei bajo la administración de Baicheng.

## Administración
El distrito de Taobei se divide en 24 pueblos que se administran en  9 subdistritos, 5 poblados y 10 villas.